# Morgan Inlet
Das Morgan Inlet ist eine 29 km lange Bucht mit zwei Seitenarmen am östlichen Ende der Thurston-Insel vor der Eights-Küste des westantarktischen Ellsworthlands. Sie liegt zwischen der Lofgren- und der Tierney-Halbinsel.
Entdeckt wurde sie im Februar 1960 bei Hubschrauberüberflügen von der USCGC Burton Island und der USS Glacier im Rahmen der von der United States Navy durchgeführten Forschungsreise in die Bellingshausen-See. Das Advisory Committee on Antarctic Names benannte sie 1966 nach Joseph R. Morgan, Ozeanograf und Hydrograf der Task Force 43 der United States Navy bei dieser Forschungsfahrt.